# Shawn Michaels
Michael Shawn Hickenbottom (født 22. juli 1965) bedre kendt under ringnavnet Shawn Michaels og med tilnavnene The Heartbreak Kid (HBK), The Showstopper, The Main Event, The Headliner, Mr. WrestleMania og The Icon, er en tidligere amerikansk wrestler i World Wrestling Entertainment. Shawn Michaels wrestlede i WWE fra 1988 til 2010 og er en firedobbelt verdensmester. 
Hickenbottom startede sin karriere i Mid-South Wrestling og American Wrestling Association (AWA). I AWA dannede han et tagteam, Midnight Rockers, med Marty Jannetty, og sammen vandt de AWA's VM-titel for tagteams to gange. De skrev derefter kontrakt med World Wrestling Federation (WWF), senere kendt som WWE, i 1988. 
Hickenbottom begyndte i WWF at wrestle alene og gjorde brug af et nyt gimmick, The Heartbreak Kid (HBK). Backstage blev han desuden også leder af gruppen The Kliq (Triple H, Scott Hall og Kevin Nash), der blev kendt for at Curtain Call-begivenheden i Madison Square Garden i 1996, hvor de fire wrestlere brød ud af karakter under et show. Året efter dannede han gruppen D-Generation X (DX) sammen med Triple H og Chyna. DX blev kendt for deres grove, umodne humor. Samme år deltog Shawn Michaels i en af de mest kontroversielle kampe nogensinde, kendt som Montreal Screwjob, hvor Bret Hart blev snydt i en VM-titelkamp mod Michaels. Michaels indstillede karrieren i 1998 pga. en skade i nakken, efter en VM-titelkamp ved WWF's WrestleMania XIV. Han gjorde comeback ved WWE's SummerSlam i sommeren 2002. I 2006 gendannede han D-Generation X sammen med Triple H.
Hickenbottom er en firdobbelt verdensmester: Han har vundet WWF Championship tre gange og WWE World Heavyweight Championship én gang. Han vandt også Royal Rumble i 1995 og 1996. Shawn Michaels indstillede karrieren efter et nederlag til The Undertaker ved WWE's WrestleMania XXVI i marts 2010. 

## Wrestling

### American Wrestling Association (1985-1988)
Hickenbottom fik sin wrestlingdebut i Mid-South Wrestling og Texas All-Star Wrestling i 1984 under ringnavnet Shawn Michaels. Han arbejdede også i Central States Wrestling, hvor han og Marty Jannetty besejrede Batten Twins for at vinde Central States Tag Team Championship. Michaels lavede også flere optrædener i World Class Championship Wrestling (WCCW) i 1985. 
Michaels fik sin debut på nationalt niveau i 1985 i American Wrestling Association (AWA), hvor han igen dannede tagteam med Marty Jannetty. De fik navnet Midnight Rockers og vandt AWA World Tag Team Championship. Midnight Rockers skrev kontrakt med World Wrestling Federation (WWF) i 1987, men blev fyret to uger senere pga. en slåskamp i en bar. De vendte tilbage til AWA, men kun for at skrive kontrakt endnu engang med WWF året efter.

### World Wrestling Federation (1988-1998)

#### Midnight Rockers (1988-1991)
Midnight Rockers fik deres anden debut ved et "house show" d. 7. juli 1988. WWF's ejer, Vince McMahon, gav dem ringnavnet "The Rockers", og tagteamet blev meget populært blandt kvinder og børn. De følgende to år var de faste deltagere ved WWF's tv-programmer og pay-per-view-shows. The Rockers fortsatte deres makkerskab indtil d. 2. december 1991, hvor Michaels sparkede Jannetty i hovedet og smed ham gennem et glasvindue under en episode af Brutus Beefcakes talkshow på et af WWF's tv-programmer. Michaels wrestlede nu som heel-wrestler og brugte sin nye gimmick, The Boy Toy. 

#### The Heartbreak Kid (1992-1995)
Efter et forslag fra Mr. Perfect Curt Hennig, begyndte Michaels at bruge ringnavnet "The Heartbreak Kid". Hans nye gimmick gik ud på, at han var en forfængelig, kæphøj skurk. Han fik Sensational Sherri som manager. Sherri sang det første vers af hans nye temamusik "Sexy Boy". I denne periode wrestlede Michaels ofte i starten af showet, og når han havde forladt arenaen, blev det annonceret med ordene "Shawn Michaels has left the building" ("Shawn Michaels har forladt bygningen") i samme stil som Elvis Presley. 
Shawn Michaels forsøgte forgæves at vinde WWF Intercontinental Championship fra Bret Hart i juli 1992, og han tabte endda også WWF's første Ladder match nogensinde til Bret Hart ved et "house show". I oktober 1992 vandt han endelige WWF Intercontinental Championship mod den nye mester British Bulldog (David Boy Smith) under en episode af WWF's Saturday Night's Main Event. Kort tid efter deltog Shawn Michaels i sin første main event nogensinde, da han fik en VM-titelkamp mod Bret Hart, for WWF Championship (WWF's VM-titel) ved Survivor Series. Michaels og Sherri gik fra hinanden, og han indledte en fejde med sin tidligere makker Marty Jannetty, som besejrede ham for WWF Intercontinental Championship under en episode af WWF's Monday Night Raw i maj 1993. Måneden efter vandt Michaels titlen tilbage med hjælp fra sin nye bodyguard Diesel (Kevin Nash). 
Michaels forlod kortvarigt WWF i september 1993, efter at det blev annonceret, at han ikke havde forsvaret titlen nok gange inden for en bestemt periode. I virkeligheden var han blevet suspenderet for brugen af steroider – en anklage, som han fortsat benægter den dag i dag. Michaels fik flere tilbud fra World Championship Wrestling (WCW), der var WWF's konkurrent, men han vendte tilbage til WWF i november 1993. Han indledte en fejde med Razor Ramon (Scott Hall), der havde vundet den ledige titel, som Michaels havde holdt sidst. Eftersom Michaels aldrig var blevet besejret i en kamp om titlen, mente han, at han var den rigtige mester. Michaels gik også fortsat rundt med sit gamle titelbælte. Fejden resulterede i en Ladder match mellem de to ved WWF's WrestleMania X, hvor Razor Ramon besejrede Michaels. Kampen blev kåret til årets kamp af Pro Wrestling Illustrated i 1994. 
I august 1994 vandt han og Diesel WWF Tag Team Championship fra Headshrinkers (Samu og Fatu). Dagen efter tabte Diesel WWF Intercontinental Championship til Razor Ramon, fordi Michaels ved en fejl sparkede Diesel i hovedet under kampen. Det resulterede i et brud mellem Diesel og Michaels. Michaels vandt WWF's Royal Rumble for første gang i januar 1995, hvilket gav ham rettigheden til en VM-titelkamp ved WrestleMania XI. I mellemtiden havde Diesel vundet WWF's VM-titel, og Diesel besejrede Shawn Michaels ved WrestleMania XI. Inden kampen havde Michaels ellers fået Sycho Sid som ny bodyguard, og aftenen efter nederlaget blev Michaels angrebet af Sid. Michaels tog herefter noget tid væk fra wrestling.

#### The Cliques indflydelse (1995-1997)
Shawn Michaels vendte tilbage til ringen som en fanfavorit i maj 1995. Han besejrede Jeff Jarrett for at vinde WWF Intercontinental Championship for tredje gang. Han forsvarede titlen mod Razor Ramon ved WWF's SummerSlam i en Ladder match. På dette tidspunkt begyndte Michaels at gøre sig gældende som leder af en gruppe wrestlere backstage med navnet The Clique. Andre wrestler fornemmede, at gruppen havde stor indflydelse på WWF's ejer, Vince McMahon, og gruppen blev dominerende i WWF i slutningen af 1990'erne. Michaels' fans blev senere givet øgenavnet "The Kliq" – en indforstået reference til The Clique. I oktober 1995 blev Michaels angrebet af nogle mænd på en bar i Syracuse, New York, og han måtte dermed opgive WWF Intercontinental Championship ugen efter på tv. Måneden efter, i en kamp mod Owen Hart, blev han sparket i hovedet og fik ifølge WWF en hjernerystelse. Historien med hjernerystelsen gav Michaels en periode væk fra wrestling pga. slåskampen i baren. 
Mange troede, at Michaels ville indstille karrieren, men han vendte tilbage ved WWF's Royal Rumble i januar 1996, hvor han vandt kampen for andet år i træk. Sejren ved Royal Rumble gav ham en VM-titelkamp ved WrestleMania XII. I en af de mest roste wrestlingkampe nogensinde vandt Shawn Michaels for første gang WWF's VM-titel ved at besejre Bret Hart ved WrestleMania XII i en 60-minute Iron Man match. Kampen måtte gå i overtid, fordi stillingen var 0-0, da de 60 minutter var gået. Michaels vandt kampen et par minutter inde i overtiden. 
I maj 1996 var Michaels involveret i en episode, der af wrestlingfans er kendt som Curtain Call. Michaels vandt en steel cage match mod Diesel i Madison Square Garden under et show, der ikke blev vist på tv. Efter kampen kom Razor Ramon, der sammen med Diesel havde besluttet at forlade World Wrestling Federation til fordel for World Championship Wrestling (WCW), til ringen og gav Michaels et kram. Hunter Hearst Helmsley og Diesel, der wrestlede som heel-wrestlere på dette tidspunkt, gav også Michaels og Ramon en krammer i midten af ringen, til trods for at de var fjender på tv. Episoden er af fans set som et sjældent brud på "kayfabe", dvs. når en wrestler bryder sin rolle. WCW begyndte kort efter at vinde i seertal over WWF. Michaels forsvarede VM-titlen det meste af året, inden han tabte den til sin tidligere bodyguard Sycho Sid ved WWF's Survivor Series. Michaels vandt VM-titlen tilbage ved Royal Rumble i januar 1997, inden han måtte opgive titlen pga. en knæskade. 
Ved SummerSlam i august 1997 var Michaels dommer i VM-titelkampen mellem den regerende verdensmester The Undertaker og Bret Hart. Til slut i kampen kom Michaels ved en fejl til at slå The Undertaker i hovedet med en stol, hvilket var med til at give Bret Hart sejren. Ved WWF's One Night Only, der blev afholdt i Birmingham, Storbritannien, vandt Michaels WWF European Championship over British Bulldog. Efter kampen blev Michaels buhet kraftigt ud af de britiske fans. I USA blev fejden mellem Michaels og The Undertaker intensiveret. De mødtes i den første Hell in a Cell match nogensinde ved In Your House, hvor Michaels blev kastet ned fra et 5 meter højt stålbur af The Undertaker gennem et bord. Michaels vandt dog kampen alligevel med hjælp fra Kane, der fik sin debut i WWF. 
I sommeren 1997 dannede Michaels gruppen D-Generation X (DX) med Hunter Hearst Helmsley, Hunters kæreste Chyna og Rick Rude. De forsøgte at få WWF til at gå væk fra den familievenlige form for wrestling, og dette indledte WWF's Attitude Era. Michaels genoplivede sin fejde med Bret Hart, der havde gendannet The Hart Foundation som en pro-Canada-gruppe. Michaels irriterede Hart ved at genere Canada, og han pudsede bl.a. næse i det canadiske flag under en af Harts kampe. Bret Hart og Shawn Michaels mødtes i en af de mest kontroversielle VM-titelkampe nogensinde ved WWF's Survivor Series i Montreal, Canada i november 1997, hvor Michaels vandt, efter at Bret Hart var blevet snydt for sejren af WWF's ejer, Vince McMahon. Episoden er kendt af wrestlingfans som Montreal Screwjob. Efter kampen forlod Bret Hart WWF til fordel for WCW. Michaels var kort tid efter både indehaver af WWF Championship og WWF European Championship, men han tabte WWF European Championship til Hunter Hearst Helmsley, der samtidig begyndte at blive kaldt Triple H.

#### Farvel til wrestling (1998-2002)
Shawn Michaels fik sin alvorlig rygskade i VM-titelkampen mod The Undertaker ved WWF's Royal Rumble i januar 1998. Michaels blev kastet ud af ringen og ødelagde sin ryg. Michaels blev derfor nødt til at indstille karrieren, efter at han havde tabt VM-titelkampen mod Steve Austin ved WrestleMania XIV i foråret 1998. 
Michaels vendte tilbage til WWF i november 1998, men ikke som wrestler. Han blev i stedet for erstatning for Sgt. Slaughter i rollen som WWF's kommissær, hvor han skulle sætte kampe op. Han sluttede sig også til Vince McMahons Corporation. I løbet af 1998 og 1999 optrådte han af og til på RAW, og i starten af 1999 sluttede han sig atter til D-Generation X som en fanfavorit. Kort efter forlod han dog WWF for at få sin ryg opereret, og da han vendte tilbage, var D-Generation X gået i opløsning.  
I maj 2000 kom han tilbage til WWF for at være dommer i en Iron Man match mellem The Rock og Triple H, og måneden efter gav han rollen som kommissær videre til Mick Foley.

### World Wrestling Entertainment (2002-2008)

#### Comeback som wrestler (2002-2005)
I 2002 var Michaels' helbred blev så godt, at han kunne gøre comeback som wrestler i World Wrestling Entertainment (WWE) (tidligere World Wrestling Federation). Han blev introduceret som den nyeste medlem af New World Order (nWo) af Kevin Nash. Efter nWo gik i opløsning, forsøgte Triple H at blive gode venner igen med Michaels. Under en episode af RAW virkede det som om, at D-Generation X ville gendannes, men da Michaels og Triple H kom op i ringen, blev Michaels angrebet af Triple H. Michaels og Triple H mødtes i en kamp ved WWE's SummerSlam, som Michaels vandt, men rivaliseringen mellem de to fortsatte. Ved WWE's Survivor Series i november 2002 vandt Michaels en VM-titelkamp mod Triple H i organisationens første Elimination Chamber match nogensinde. Måneden efter mistede Michaels dog VM-bæltet ved WWE's Armageddon i en VM-titelkamp mod Triple H. 
Michaels besejrede Chris Jericho ved WrestleMania XIX i marts 2003, og det var hans første ved et WrestleMania siden hans rygoperation i 1998. Året efter deltog Michaels i Triple Threat match mod Triple H og Chris Benoit om VM-titelkamp. Benoit vandt kampen og VM-bæltet. I juni 2004 tabte Michaels en Hell in a Cell match til Triple H. Fire måneder senere tabte han også en VM-titelkamp mod Triple H, da Triple H fik hjælp fra Edge. I kampen blev Michaels skadet og måtte tage nogle måneders pause. 
I 2005 vendte Michaels tilbage til RAW, hvor han kortvarigt gendannede tagteamet The Rockers med Marty Jannetty. Michaels blev besejret af Kurt Angle ved WrestleMania 21. Aftenen efter blev han angrebet af Muhammed Hassan og Daivari, og Michaels forlangte dermed en Handicap match mellem ham og de to. Eric Bischoff, der arrangerede kampene på RAW, nægtede dog at sætte kampen op medmindre Michaels kunne finde en tagteam-partner. Michaels introducerede nogle uger efter wrestlinglegenden Hulk Hogan som sin makker, og Hogan og Michaels besejrede Hassan og Daivari ved WWE's Backlash. Nogle måneder senere fik Hogan og Michaels en ny kamp sammen, men efter de havde vundet kampen, sparkede han Hogan i hovedet. Det var første gang siden sit comeback, at Michaels blev heel-wrestler. Michaels udfordrede Hulk Hogan til en kamp ved WWE's SummerSlam, som han dog tabte. Efter kampen gav han Hogan hånden og blev dermed atter face-wrestler.

#### D-Generation X igen og farvel til wrestling (2006-2010)
I starten af 2006 forsøgte WWE's ejer, Vince McMahon, at få Shawn Michaels til at skrive under på sin tilbagetrækning fra wrestling, og de to indledte en fejde. Under en episode af WWE's Saturday Night's Main Event tabte Michaels til Shane McMahon, da Vince McMahon signalerede til dommeren, at Michaels gav op, selvom han ikke havde. Det var en afspejling af Montreal Screwjob knap 10 år tidligere. Michaels besejrede Vince McMahon ved WrestleMania 22. Herefter tog Michaels pause fra wrestling pga. en knæskade.   
D-Generation X (Michaels og Triple H) blev genforenet d. 12. juni 2006 på RAW. DX besejrede Spirit Squad ved WWE's Vengeance, og DX besejrede også Shane og Vince McMahon ved SummerSlam. DX tabte dog deres første kamp ved Cyber Sunday til Randy Orton og Edge, men DX fik revanche ved Survivor Series. Kort efter blev Triple H skadet, og DX tog en pause fra hinanden. I mellemtiden vandt Michaels sammen med verdensmester John Cena WWE's World Tag Team Championship efter sejr over Orton og Edge. Michaels gik samtidig hen og vandt en Triple Threat match over Randy Orton og Edge for at blive topudfordreren til Cenas VM-titel. Michaels tabte dog til Cena ved WrestleMania 23. Aftenen efter tabte Cena og Michaels VM-bælterne til The Hardys (Jeff Hardy og Matt Hardy). Michaels tog igen en pause fra wrestling, men vendte tilbage til efteråret, hvor han uden held udfordrede den nye verdensmester Randy Orton.
I 2008 blev Michaels inkluderet i et handlingsforløb med Ric Flair, der var tvunget til at stoppe karrieren, næste gang han tabte en kamp. Michaels besejrede sin gode ven, Ric Flair, ved WrestleMania XXIV. Herefter indledte Michaels nogle fejder med både Batista og Chris Jericho, der var skuffede over, at Michaels havde endt Flairs karriere. I en kamp mod Jericho blev Michaels' øje beskadiget, og han overvejede at stoppe karrieren. Jericho angreb dog Michaels' kone, og for at få hævn vendte Michaels tilbage. Michaels besejrede Jericho ved WWE's Unforgiven. Ved WrestleMania XXV i april 2009 blev Michaels besejret af The Undertaker, der dermed udvidede sin sejrsrække ved WrestleMania til 17-0. Herefter tog Michaels endnu engang pause fra wrestling. 
I efteråret 2009 vendte Michaels tilbage, og han og Triple H gendannede D-Generation X. DX besejrede The Legacy (Cody Rhodes og Ted DiBiase) ved WWE's SummerSlam. Ved WWE's TLC: Tables, Ladders & Chairs vandt DX for første gang Unified WWE Tag Team Championship med sejr over Chris Jericho og Big Show. DX tabte VM-bælterne til The Miz og Big Show to måneder senere. Bret Hart, der 12 år tidligere var blevet snydt for VM-titlen i en VM-titelkamp mod Shawn Michaels (Montreal Screwjob), vendte tilbage til WWE d. 4. januar 2010 og sluttede fred med Michaels. 
I flere måneder forsøgte Shawn Michaels at få en rematch mod The Undertaker ved WWE's WrestleMania XXVI. The Undertaker nægtede dog at wrestle mod Michaels endnu engang. Det fik Michaels til at blande sig i The Undertakers VM-titelkamp ved WWE's Elimination Chamber i februar 2010. På grund af Michaels' indblanding i kampen mistede The Undertaker VM-titlen til Chris Jericho. Det fik til gengæld The Undertaker til at acceptere Michaels' udfordring, men på den betingelse, at Michaels skulle indstille karrieren, hvis han tabte. Ved WrestleMania XXVI blev Michaels besejret endnu engang af The Undertaker, og Michaels måtte stoppe karrieren. Aftenen efter under en episode af RAW gav Michaels sin afskedstale til WWE's fans.

## VM-titler
Shawn Michaels er en firdobbelt verdensmester. Han har vundet VM-titlen alle fire gange i World Wrestling Entertainment.
| Nr. | VM-titel                           | Modstander | Dato              | Show             | Dage | Efterfølger  |
| --- | ---------------------------------- | ---------- | ----------------- | ---------------- | ---- | ------------ |
| 1   | WWF Championship                   | Bret Hart  | 31. marts 1996    | WrestleMania XII | 231  | Sycho Sid    |
| 2   | WWF Championship                   | Sycho Sid  | 19. januar 1997   | Royal Rumble     | 25   | Ledig        |
| 3   | WWF Championship                   | Bret Hart  | 9. november 1997  | Survivor Series  | 140  | Steve Austin |
| 4   | WWE World Heavyweight Championship | Triple H   | 17. november 2002 | Survivor Series  | 28   | Triple H     |

## Bedrifter
Pro Wrestling Illustrated kårer hvert år de bedste og mest populære wrestlere og wrestlingkampe, og Shawn Michaels har mere end nogen anden wrestler vundet disse priser. Michaels har bl.a. vundet PWI Match of the Year 11 gange; Han vandt prisen fire år i træk fra 1993 til 1996 og igen syv år i træk fra 2004 til 2010, hvilket betød, at han vandt prisen hvert år de sidste syv år af sin karriere. 
- PWI Match of the Year 1993: Mod Marty Jannetty (RAW)
- PWI Match of the Year 1994: Mod Razor Ramon (WrestleMania X)
- PWI Match of the Year 1995: Mod Diesel (WrestleMania XI)
- PWI Match of the Year 1996: Mod Bret Hart (WrestleMania XII)
- PWI Match of the Year 2004: Mod Chris Benoit og Triple H (WrestleMania XX)
- PWI Match of the Year 2005: Mod Kurt Angle (WrestleMania 21)
- PWI Match of the Year 2006: Mod Vince McMahon (WrestleMania 22)
- PWI Match of the Year 2007: Mod John Cena (RAW)
- PWI Match of the Year 2008: Mod Ric Flair (WrestleMania XXIV)
- PWI Match of the Year 2009: Mod The Undertaker (WrestleMania XXV)
- PWI Match of the Year 2010: Mod The Undertaker (WrestleMania XXVI)

Derudover blev Shawn Michaels kåret som årets mest populære wrestler i 1995 og 1996. I 1996 blev han ligeledes kåret til årets bedste single-wrestler. 